# 2000 K리그 드래프트

## 개요
2000년 K리그 드래프트
| 드래프트 실시 일시 : 1999년 12월 3일 (서울 타워호텔)                 | 드래프트 실시 일시 : 1999년 12월 3일 (서울 타워호텔)                 |
| 총 드래프트 신청자 : 332명 (고교 졸업선수 : 110명, 대학선수 : 222명) | 총 드래프트 신청자 : 332명 (고교 졸업선수 : 110명, 대학선수 : 222명) |
| 지명 형식                                                            | 숫자                                                                 |
| -------------------------------------------------------------------- | -------------------------------------------------------------------- |
| 대학선수선발                                                         | 53명                                                                 |
| 고교선수선발                                                         | 30명                                                                 |
| 합계 : 83명                                                          |                                                                      |

## 특징
- 당시 드래프트는 고교선수선발 드래프트와 대학선수선발 드래프트를 따로 치렀다. 당시 고교선수 드래프트의 경우, 지역 연고지명 개념을 도입해 현재의 클럽유스 우선지명과 비슷한 시도를 꾀한 바 있다. 최대 3개의 고교를 프로구단이 후원할 수 있고, 해당 후원 고교 축구부 졸업자를 대상으로 우선지명을 할 수 있는 권리를 프로팀에 부여하는 시스템이었다. 이 같은 시스템은 2001 K리그 드래프트까지 이어졌다.

- 2002년부터 드래프트가 일시 폐지되고 자유계약으로 전환됨에 따라 앞서 연고지명을 받고 대학진학을 한 선수들은 무조건 지명된 구단에 입단하는 것이 아니라 2001년 말까지 지명구단이 우선협상권을 지니게 되고 그 이후에는 모두 자유계약으로 풀리게 되었다.[1]

- 2000년 드래프트에서는 종래의 임의지명이 부활하였는데, 임의지명이란 특정 구단들이 각자 후원하는 대학이 있는 경우, 그 대학에서 드래프트를 신청한 선수 한명을 드래프트 4순위로 우선지명할 수 있도록한 방식이었다. 이를테면 부산 대우 로얄즈는 당시 대우가 지원했던 아주대학교 축구부 선수를 한 명 더 영입하는 식이다.

- 이때만 해도 부산은 부산 대우 로얄즈였으나, 2개월 뒤 현대산업개발로 매각되어 부산 아이콘스로 구단명이 변경되었다.

- 당시 드래프트는 전시즌(K리그 1999) K리그 순위 결과를 역순하여, 신인을 지명할 수 있었다.

## 지명 결과
- 드래프트 지명 순서 : 안양 → 대전 → 성남 → 전북 → 울산 → 포항 → 전남 → 부천 → 부산 → 수원

### 드래프트 결과
| 구단               | 1순위  | 2순위  | 3순위  | 4순위  | 5순위  | 6순위  | 7순위  | 번외지명                                                                              |
| ------------------ | ------ | ------ | ------ | ------ | ------ | ------ | ------ | ------------------------------------------------------------------------------------- |
| 안양 LG 치타스     | 이영표 | 김주영 | 이재천 | 원종덕 | 백민철 | 이동준 |        | 최승범                                                                                |
| 대전 시티즌        | 이관우 | 김성근 | 박내철 |        | 송창남 | 이상규 | 이승준 | 박경규, 송창좌, 박훈                                                                  |
| 성남 일화 천마     | 김대의 | 황민수 | 김재구 | 조주년 | 김대건 | 지성민 | 심민석 |                                                                                       |
| 전북 현대 다이노스 | 양현정 | 송동현 | 윤근호 | 안대현 | 정재훈 | 고재영 | 김은익 | 이유성, 김종혁, 안재석                                                                |
| 울산 현대 호랑이   | 최철우 | 김건형 | 연재천 | 박원길 | 이호규 | 김범준 | 김태순 | 한부희, 한정일, 이범수                                                                |
| 포항 스틸러스      | 하용우 | 이순행 | 오세웅 |        | 박한동 | 문도영 | 허제정 | 김현호                                                                                |
| 전남 드래곤즈      | 김남일 | 윤용구 | 김태진 | 김대욱 | 이치영 | 송윤석 | 배진수 | 이준철                                                                                |
| 부천 SK            | 김대철 | 김기형 | 신연호 | 최정민 | 조재권 |        |        | 박신영, 남창훈, 이영민, 김부석, 김대건, 김인우 정원기, 김재환, 이길호, 박근형, 김순호 |
| 부산 대우 로얄즈   | 심재원 | 장기봉 | 박상신 | 정석근 | 박영순 |        |        | 오병훈                                                                                |
| 수원 삼성 블루윙즈 | 강대희 | 남기성 | 이상태 |        | 황정만 | 최남철 | 이광호 | 임세진, 김대현, 문태혁, 곽인식, 황성범, 조성찬                                        |

### 고교졸업예정자 연고지명
| 구단               | 지명고교             | 프로입단선수           | 대학진학선수                                     |
| ------------------ | -------------------- | ---------------------- | ------------------------------------------------ |
| 부산 대우 로얄즈   | 경남상업고등학교     | 김지혁, 김현우         | 황달영(전주대)                                   |
| 부산 대우 로얄즈   | 거제고등학교         |                        | 박동석(아주대), 황태영(동아대), 이대성(동의대)   |
| 안양 LG 치타스     | 안양공업고등학교     | 김동진                 | 김태영(건국대), 함두진(동국대)                   |
| 안양 LG 치타스     | 부평고등학교         | 최태욱, 박용호         | 이천수(고려대)                                   |
| 안양 LG 치타스     | 동북고등학교         | 김병채, 최원권         | 김상우 (한양대)                                  |
| 대전 시티즌        | 대전상업고등학교     |                        |                                                  |
| 대전 시티즌        | 청주상업고등학교     |                        |                                                  |
| 울산 현대 호랑이   | 현대고등학교         | 김성규, 박민영         | 장현규(울산대)                                   |
| 울산 현대 호랑이   | 학성고등학교         | 한봉현                 | 조병국(연세대), 한태유(명지대)                   |
| 울산 현대 호랑이   | 서울체육고등학교     | 박규선                 | 김희호(인천대), 황정희(인천대)                   |
| 수원 삼성 블루윙즈 | 수원공업고등학교     | 이창덕                 |                                                  |
| 수원 삼성 블루윙즈 | 통진종합고등학교     |                        |                                                  |
| 수원 삼성 블루윙즈 | 대신고등학교         | 조재진                 | 구경현(전주대)                                   |
| 전남 드래곤즈      | 광양제철고등학교     | 김대륜, 박준영, 최봉근 |                                                  |
| 전남 드래곤즈      | 금호고등학교         | 하성룡                 | 박정남(건국대), 차동윤(성균관대)                 |
| 포항 스틸러스      | 포항제철공업고등학교 | 김주형                 |                                                  |
| 포항 스틸러스      | 청구고등학교         |                        | 신동근(연세대), 나경호(인천대), 김완수(중앙대)   |
| 포항 스틸러스      | 보인정보고등학교     | 이정호                 |                                                  |
| 전북 현대 다이노스 | 이리고등학교         | 유원섭, 고관영, 최영훈 |                                                  |
| 전북 현대 다이노스 | 경희고등학교         |                        |                                                  |
| 부천 SK            | 정명고등학교         |                        | 이병덕(숭실대), 조재훈(홍익대), 조한선(홍익대)   |
| 부천 SK            | 운봉공업고등학교     |                        | 이정기(한양대), 남덕우(성균관대), 박길성(인천대) |
| 부천 SK            | 문일고등학교         | 강산들, 이정수         | 전행수(명지대)                                   |